# Сингер, Эрик Уоррен
Эрик Уоррен Сингер (англ. Eric Warren Singer) — американский сценарист. Он и его партнёр-сценарист Дэвид О. Расселл в 2013 году были номинированы на премию «Оскар» за лучший оригинальный сценарий к фильму «Афера по-американски», но проиграли Спайку Джонзу за фильм «Она».

## Фильмография

### Сценарист
| Название             | Ориг. название   | Год  | Примечания                    |
| -------------------- | ---------------- | ---- | ----------------------------- |
| Интернэшнл           | International    | 2009 |                               |
| Афера по-американски | American Hustle  | 2013 | вместе с Дэвидом О. Расселлом |
| Гранитная гора       | Granite Mountain | 2017 | вместе с Кеном Ноланом        |
| Красный воробей      | Red Sparrow      | 2018 | вместе с Джастином Хэйсом     |